# Liste des épisodes de Chapeau melon et bottes de cuir
Cet article présente la liste des épisodes de la série télévisée britannique Chapeau melon et bottes de cuir (The Avengers entre 1961 et 1969 et The New Avengers de 1976 à 1977).

## Première série (The Avengers)

### Première saison (1961) (noir et blanc) VOSTF
Seuls les épisodes 6, 15 et 20 de la première saison ont été conservés en entier (plus les vingt premières minutes du pilote, le n° 1), le reste n'a soit jamais été enregistré - l'émission passant en direct - soit les films de kinescope ont été détruits après transfert sur cassettes, soit celles-ci ont été recyclées par la suite.
Ici sont présentés les épisodes dans l'ordre de diffusion originale.
1. Neige brûlante (Hot Snow)
2. Brought to Book
3. Square Root of Evil
4. Nightmare
5. Crescent Moon
6. La Trapéziste (Girl on the Trapeze) - Absence de Steed.
7. Diamond Cut Diamond
8. The Radioactive Man
9. Ashes of Roses
10. Hunt the Man Down
11. Please Don't Feed the Animals
12. Dance with Death
13. One for the Mortuary
14. The Springers
15. Passage à tabac (The Frighteners)
16. The Yellow Needle
17. Death on the Slipway
18. Double Danger
19. Toy Trap
20. L'Effroyable tunnel (The Tunnel of Fear)
21. Mort au bout du monde (The Far-distant Dead) - Absence de Steed.
22. Kill the king
23. Dead of Winter
24. The Deadly Air
25. A Change of Bait
26. Dragonsfield

### Deuxième saison (1962-1963) (noir et blanc) VOSTF
Ici sont présentés les épisodes dans l'ordre de diffusion originale.
1. Mort en vol (Dead On Course)
2. Mission à Montréal (Mission To Montreal)
3. La Trahison (The Sell-Out)
4. Missive de mort (Death Dispatch)
5. Le Sorcier (Warlock)
6. Combustible 23 (Propellant 23)
7. Monsieur Nounours (Mr. Teddy Bear)
8. Le Décapode (The Decapod)
9. Le Point de mire (Bullseye)
10. Tueurs à gages (The removal Men)
11. The Mauritius Penny (The Mauritius Penny)
12. Mort d'un grand Danois (Death Of A Great Dane)
13. Festin de pierres (Death On The Rocks)
14. Un traître à Zebra (Traitor In Zebra)
15. Le Grand Penseur (The Big Thinker)
16. Inter-Crime (Intercrime)
17. L'Argile immortelle (Immortal Clay)
18. La Boîte à trucs (Box Of Tricks)
19. Les Œufs d'or (The Golden Eggs)
20. L'École des traîtres (School for Traitors)
21. La Naine blanche (The White Dwarf)
22. L'Homme dans le miroir (Man in the Mirror)
23. La Loi du silence (Conspiracy of Silence)
24. Le Clan des grenouilles (A Chorus of Frogs)
25. Six mains sur la table (Six Hands Across a Table)
26. La Baleine tueuse (Killerwhale)

### Troisième saison (1963-1964) (noir et blanc) VOSTF
Ici sont présentés les épisodes dans l'ordre de diffusion originale.
1. Plaidoirie pour un meurtre (Brief for Murder)
2. Les Fossoyeurs (The Undertakers)
3. L'homme aux deux ombres (Man With Two Shadows)
4. Le Cocon (The Nutshell)
5. Mort d'un ordonnance (Death of a Batman)
6. Le Cinq Novembre (November Five)
7. La Cage dorée (The Gilded Cage)
8. Seconde Vue (Second Sight)
9. Les Sorciers (The Medicine Men)
10. Cette grandeur qu'était Rome (The Grandeur That Was Rome)
11. La Toison d'or (The Golden Fleece)
12. Ne vous retournez pas (Don't Look Behind You )
13. Mort à la carte (Death A La Carte)
14. Balles costumées (Dressed To Kill)
15. L'Éléphant blanc (The White Elephant)
16. Les Petits Miracles (The Little Wonders)
17. Lavage de cerveau (The Wringer)
18. La Mandragore (Mandrake)
19. Le Marchand de secrets (The Secrets Broker)
20. Le Cheval de Troie (The Trojan Horse)
21. Le Piège à rats idéal (Build a Better Mousetrap)
22. Le Retour du traître (The Outside-In Man)
23. Les Charmeurs (The Charmers)
24. Concerto (Concerto)
25. Esprit de corps (Esprit De Corps)
26. Le Quadrille des homards (Lobster Quadrille)

### Quatrième saison (1965-1966) (noir et blanc)
Ici sont présentés les épisodes dans l'ordre de diffusion originale, identique à l'ordre des DVD studio canal.
1. Voyage sans retour (The Town of No Return)
2. Les Fossoyeurs (The Gravediggers)
3. Les Cybernautes (The Cybernauts)
4. Mort en magasin (Death at Bargain Price)
5. Le Fantôme du château De'Ath (Castle De'Ath)
6. Les Aigles (The Master Minds)
7. Cœur à cœur (The Murder Market)
8. Dans sept jours, le déluge (A Surfeit of H2O)
9. L'Heure perdue (The Hour That Never Was)
10. Meurtre par téléphone (Dial a Deadly Number)
11. La Mangeuse d'hommes du Surrey (Man-Eater of Surrey Green)
12. Un Steed de trop (Two's a Crowd)
13. Faites de beaux rêves (Too Many Christmas Trees)
14. La Poussière qui tue (Silent Dust)
15. Avec vue imprenable (Room Without a View)
16. Petit gibier pour gros chasseurs (Small Game for Big Hunters)
17. Maille à partir avec les taties (The Girl From Auntie)
18. Le jeu s'arrête au 13 (The Thirteenth Hole)
19. La Danse macabre (The Quick Quick Slow Death)
20. Les Chevaliers de la mort (The Danger Makers)
21. Le Club de l'enfer (A Touch of Brimstone)
22. Les espions font le service (What the Butler Saw)
23. L'Héritage diabolique (The House that Jack Built)
24. L'Économe et le Sens de l'histoire (A Sense of History)
25. Comment réussir un assassinat (How to Succeed at Murder)
26. Du miel pour le prince (Honey for the Prince)

### Cinquième saison (1967)
Ici sont présentés les épisodes dans l'ordre de diffusion originale, identique à l'ordre des DVD studio canal.

Cependant, l'épisode 1 de la saison 6 est inclus dans le coffret de la saison 5.
1. Bons baisers de Vénus (From Venus With Love)
2. Les Marchands de peur (The Fear Merchants)
3. Remontons le temps (Escape in Time)
4. L'Homme transparent (The See-Through Man)
5. L'Oiseau qui en savait trop (The Bird Who Knew Too Much)
6. Le Vengeur volant (The Winged Avenger)
7. Le Mort vivant (The Living Dead)
8. Le Tigre caché (The Hidden Tiger)
9. Meurtres distingués (The Correct Way to Kill)
10. Interférences (Never, Never Say Die)
11. Caméra meurtre (Epic)
12. Le Dernier des sept (The Superlative Seven)
13. Une petite gare désaffectée (A Funny Thing Happened on the Way to the Station)
14. Rien ne va plus dans la nursery (Something Nasty in the Nursery)
15. Le Joker (The Joker)
16. Qui suis-je ? (Who's Who?)
17. Le Retour des Cybernautes (Return Of The Cybernauts)
18. La Porte de la mort (Death's Door)
19. Un petit déjeuner trop lourd (The £50,000 Breakfast)
20. Chasse au trésor (Dead Man's Treasure)
21. Meurtres à épisodes (You Have Just Been Murdered)
22. La Dynamo vivante (The Positive-Negative Man)
23. Le Village de la mort (Murdersville)
24. Mission très improbable (Mission Highly Improbable)

### Sixième saison (1968-1969)
Ici sont présentés les épisodes dans l'ordre de production, identique à l'ordre des DVD studio canal. Pour voir l'ordre de diffusion originale, cliquez sur l'article détaillé.

Cependant, l'épisode 1 est inclus dans le coffret de la saison 5.
1. Ne m'oubliez pas (The Forget-Me Knot)
2. L'Invasion des Terriens (Invasion of the Earthmen)
3. Trop d'indices (The Curious Case of Countless Clues)
4. Double Personnalité (Split)
5. Les Évadés du monastère (Get-a-Way)
6. Un dangereux marché (Have Guns, Will Haggle)
7. Clowneries (Look (Stop Me If You've heard this One) But There Were These Two Fellers)
8. Mon rêve le plus fou (My Wildest Dream)
9. George et Fred (Whoever Shot Poor George Oblique Stroke XR40)
10. A vos souhaits ! (You'll Catch Your Death)
11. Miroirs (All Done With Mirrors)
12. Le Document disparu (The Super Secret Cypher Snatch)
13. Jeux (Game)
14. Faux-témoins (False Witness)
15. Je vous tuerai à midi (Noon-Doomsday)
16. Le Legs (Legacy of Death)
17. Mais qui est Steed ? (They Keep Killing Steed)
18. Étrange Hôtel (Wish You Were Here)
19. Meurtres au programme (Killer)
20. Du bois vermoulu (The Rotters)
21. Interrogatoires (The Interrogators)
22. Le matin d'après (The Morning After)
23. Amour, quand tu nous tiens... (Love All)
24. L'Homme au sommet (Take Me to Your Leader)
25. Le Visage (Stay Tuned)
26. Brouillard (Fog)
27. Affectueusement vôtre... (Who Was That Man I Saw You With?)
28. Mademoiselle Pandora (Pandora)
29. Haute Tension (Thingumajig)
30. Homicide et Vieilles Dentelles (Homicide and Old Lace)
31. Requiem (Requiem)
32. Noël en février (Take-Over)
33. Bizarre (Bizarre)

## Deuxième série (The New Avengers)

### Première saison (1976)
Ici sont présentés les épisodes dans l'ordre de production, identique à l'ordre des DVD studio canal. Pour voir l'ordre de diffusion originale, cliquez sur l'article détaillé.
1. Le Repaire de l'aigle (The Eagle's Nest)
2. Le Baiser de Midas (The Midas Touch)
3. Le Château de cartes (House of Cards)
4. Le Dernier des Cybernautes (The Last of The Cybernauts ?)
5. Pour attraper un rat (To Catch a Rat)
6. Un chat parmi les pigeons (Cat Amongst the Pigeons)
7. Cible ! (Target !)
8. Visages (Faces)
9. La Grande Interrogation (The Tale of Big Why)
10. Jeu à trois mains (Three Handed Game)
11. Le S95 (Sleeper)
12. Le Monstre des égouts (Gnaws)
13. Commando très spécial (Dirtier By The Dozen)

### Deuxième saison (1977)
Ici sont présentés les épisodes dans l'ordre de production, identique à l'ordre des DVD studio canal. Pour voir l'ordre de diffusion originale, cliquez sur l'article détaillé.
1. Otage (Hostage)
2. Le Piège (Trap)
3. Méfiez-vous des morts ! (Dead Men Are Dangerous)
4. Steed et la Voyante (Medium Rare)
5. Les Anges de la Mort (Angels of Death)
6. Obsession (Obsession)
7. Le Lion et la Licorne (The Lion And The Unicorn) -  France 1/3
8. Le Long Sommeil - 1re partie - L'ours se réveille (K Is For Kill - Part 1) - France 2/3
9. Le Long Sommeil - 2e partie - La Danse de l'ours (K Is For Kill - Part 2) - France 3/3
10. Complexe X41 (Complex) - Canada 1/4
11. Bastion Pirate (The Forward Base) - Canada 3/4
12. Les Gladiateurs (The Gladiators) - Canada 2/4
13. Emily (Emily) - Canada 4/4